# Eilema pseudocomplana
Manulea pseudocomplana là một loài bướm đêm thuộc phân họ Arctiinae, họ Erebidae. Nó được tìm thấy ở TRung và Nam châu Âu đến Thổ Nhĩ Kỳ và Iran.